# More Is More
More Is More è un singolo di Heidi Montag, contenuto nei suoi due EP Wherever I Am e Here She Is... e nel suo album di debutto Superficial.

## Classifiche
| Classifiche (2009)                 | Posizione massima |
| ---------------------------------- | ----------------- |
| U.S. Billboard Hot Dance Club Play | 27                |